# Прієго-де-Кордова
Прієго-де-Кордова (ісп. Priego de Córdoba) — муніципалітет в Іспанії, у складі автономної спільноти Андалусія, у провінції Кордова. Населення — 23 563 особи (2010).
Муніципалітет розташований на відстані близько 330 км на південь від Мадрида, 70 км на південний схід від Кордови.
На території муніципалітету розташовані такі населені пункти: (дані про населення за 2010 рік)
- Лас-Ангостурас: 3 особи
- Асорес: 47 осіб
- Кампо-Нубес: 48 осіб
- Ель-Каньюело: 169 осіб
- Ель-Кастельяр: 120 осіб
- Кастіль-де-Кампос: 690 осіб
- Ла-Консепсьйон: 220 осіб
- Ель-Еспаррагаль: 265 осіб
- Хенілья: 220 осіб
- Лас-Ігерас: 46 осіб
- Хаула: 22 особи
- Лас-Лагунільяс: 564 особи
- Лас-Навас: 208 осіб
- Навасекілья: 62 особи
- Лас-Парадехас: 47 осіб
- Ель-Полео: 31 особа
- Ла-Поята: 86 осіб
- Лос-Прадос: 0 осіб
- Прієго-де-Кордова: 19424 особи
- Ель-Саладо: 87 осіб
- Ель-Сольвіто: 44 особи
- Ель-Тарахаль: 20 осіб
- Ла-Вега: 84 особи
- Лос-Вільярес: 97 осіб
- Саморанос: 465 осіб
- Сагрілья: 494 особи

## Демографія
Динаміка населення (INE ):

## Галерея зображень

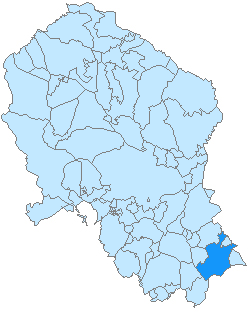
Розташування муніципалітету Прієго-де-Кордова
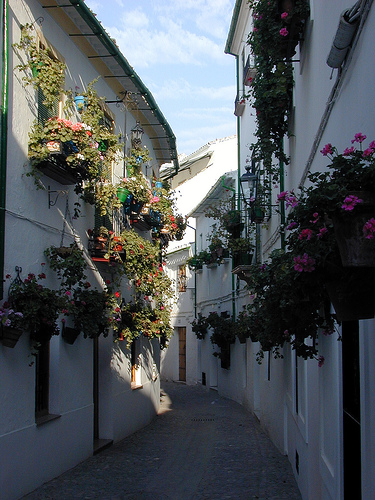
Кальє-Реаль
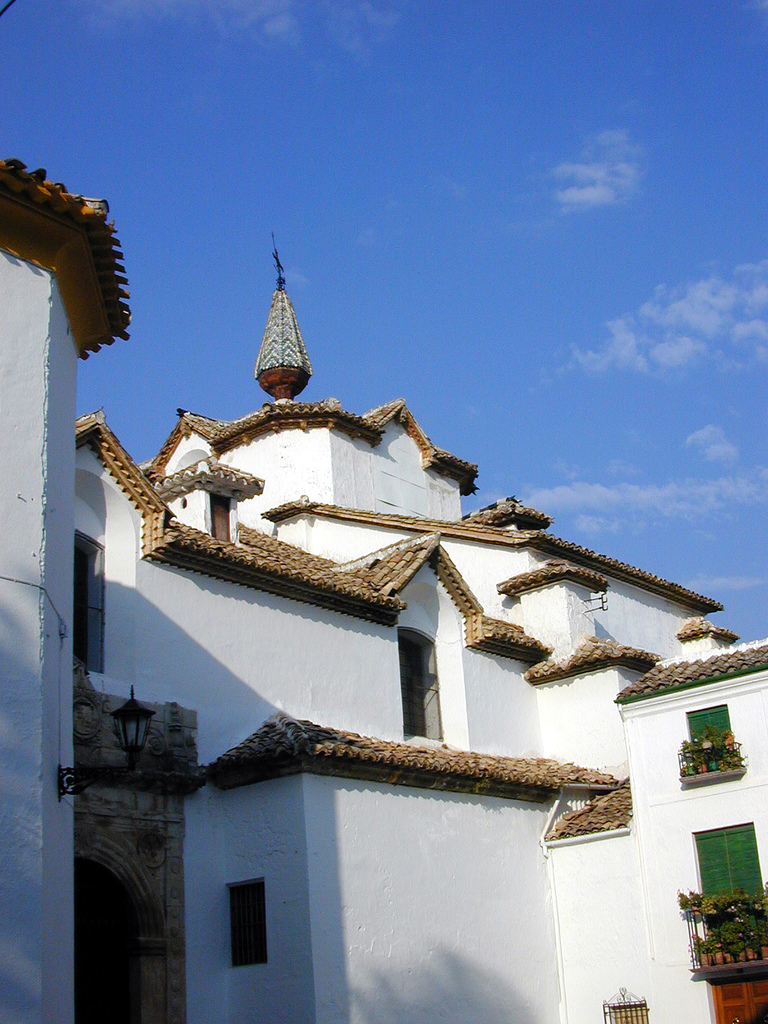
Парафіяльна церква Ла-Асунсьйон